# Parafia św. Michała Archanioła w Płonce Kościelnej
Parafia rzymskokatolicka pw. Świętego Michała Archanioła w Płonce Kościelnej – parafia rzymskokatolicka należąca do dekanatu Łapy, diecezji łomżyńskiej, metropolii białostockiej.

## Historia
Data erygowania nie jest znana, podaje się lata 1375, 1446 lub 1502. Obecny neogotycki kościół został wybudowany w latach 1905–1913. Konsekracji dokonał 15 sierpnia 1913 r. biskup augustowski Antoni Karaś. 

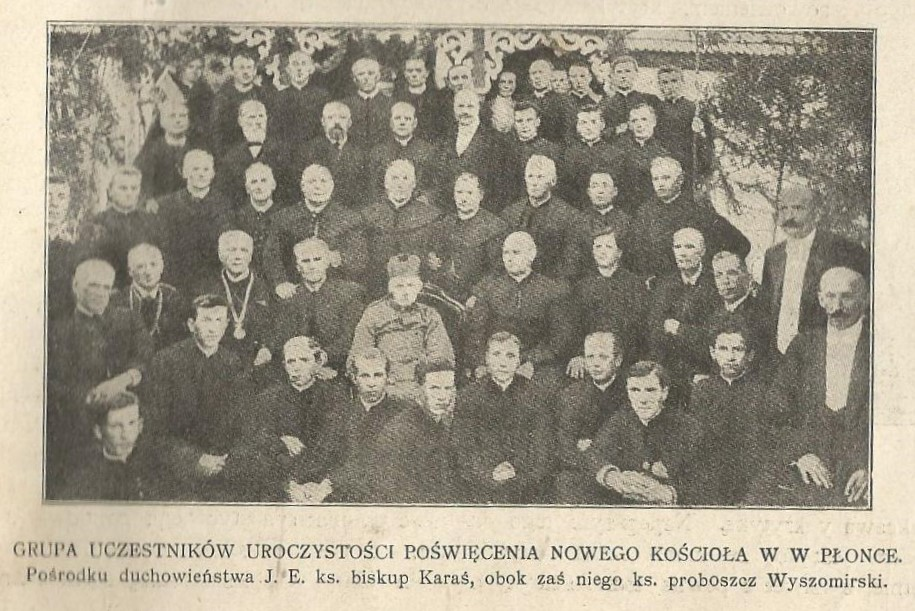
Konsekracja kościoła 15 sierpnia 1913 r.

Rok 1979 w Sanktuarium Maryjnym w Płonce był rokiem Jubileuszowym Magnifikatu Wdzięczności dla Matki Najświętszej. Centralne uroczystości Wniebowzięcia Matki Bożej odbyły się 12–19 sierpnia 1979 r.  W kościele znajduje się łaskami słynący obraz Matki Boskiej Płonkowskiej koronowany 30 czerwca 1985 r.
W 2008 r. ks. Robert Śliwowski wydał publikację opisującą Sanktuarium Matki Bożej Płonkowskiej.
Dekretem biskupa łomżyńskiego Janusza Stepnowskiego z 9 lutego 2021 r. płonkowska świątynia została ustanowiona jako jeden z 20 kościołów stacyjnych Papieskiego Roku św. Józefa w diecezji łomżyńskiej, w tym również w ramach pierwszego etapu przygotowań do obchodów uroczystości 100-lecia ustanowienia diecezji.

## Zasięg parafii
Do parafii należą wierni z miejscowości: Płonka Kościelna, Płonka-Strumianka, Płonka-Kozły, Płonka-Matyski, Gąsówka-Skwarki, Gąsówka-Somachy, Jabłonowo-Kąty, Jabłonowo-Wypychy, Łupianka Stara, Łupianka Nowa, Roszki-Chrzczony, Roszki Leśne, Roszki-Sączki, Roszki-Wodźki, Roszki-Ziemaki, Zdrody Nowe.